# 我那覇レイ
我那覇 レイ（がなは れい、1987年3月20日 - ）は、日本のAV女優、ストリッパー。

## 略歴
沖縄県出身。初体験は中学校2年生の時。AVデビュー前の男性経験は4人。
2007年1月に「スターパラダイス」専属女優としてAVデビュー。同年6月に新宿ニューアートでストリッパーとしてもデビュー。
2007年10月に 公式ブログが閉鎖。

## 出演作品

### アダルトビデオ
2007年
- 現役Gカップダンスシンガー（1月25日、スター） ※デビュー作
- 公開!!セックスライブ（2月20日、スター）
- 連続イカセ痴女ライブ（3月20日、スター）
- 痴女歌姫ザーメンライブ（4月20日、スター）
- DIVA M TRIP 我那覇レイ with STAR LIPS（5月20日、スター）共演:STAR LIPS[2]
- RAPE SHOW 我那覇レイ with STAR LIPS（6月20日、スター）共演:STAR LIPS
- プライベート淫モーション 我那覇レイ with STAR LIPS（7月15日、スター）共演:STAR LIPS
- AVダンスユニットと極エロ乱交 我那覇レイ with STAR LIPS（8月15日、スター）共演:STAR LIPS
- アナリーゼ 正真正銘アナル処女（9月3日、SODクリエイト）
- 元沖縄ア○ターズスクールでGカップレゲエダンサーREI 高速腰フリ×潮吹きまくり!～全60発以上～（9月3日、ディープス）※REI名義
- WILD CHERRY 03（10月2日、プレステージ）
- 陵辱輪姦 真性中出し21（10月4日、SODクリエイト）
- 元沖縄ア○ターズスクールでGカップレゲエダンサーREI 第2弾 中出しアナルFUCKER（10月4日、ディープス）※REI名義
- キモメンにイカされる我那覇レイ（10月4日、アキノリ）
- ドリームショット!!（10月15日、ワープエンタテインメント）
- チ●ポは自分でシゴきますから、それ以外の「接吻」とか「乳首責め」とか「亀頭チロチロ舐め」とかのお手伝いは、ぜ～んぶお姉さんがシテ下さい。（10月15日 ワープエンタテインメント）他出演:風間ゆみ、橘れもん、妃乃ひかり、葉月奈穂、麻生岬、花野真衣、渡瀬安奈、福沢あや
- 雌女anthology ＃051 「女の口は嘘をつく。」（11月2日、アウダースジャパン）
- 接吻ストリップ（11月5日、ワープエンタテインメント）
- 潮吹き!中出し!乱交!（11月22日、V&Rプロダクツ）
- kira☆kira SPECIAL DANCINGGALS★集団乱交（11月25日、kira☆kira）共演:紅音ほたる、佐伯奈々、瞳れん、中山りお、長谷川ちひろ、早乙女みなき、高樹聖良
- フェラグランプリ2008（12月1日、隼エージェンシー）他多数出演 ※AVグランプリ2008 マニアステージ エントリー作品
- 女捜査官レイ&アスカ ペニバンドラッグ・闇の新薬・蝕まれた美肉（12月6日、ヒビノ）共演:京野明日香
- GALコレ 2（12月8日、隼エージェンシー）他出演:三浦亜沙妃、澄川ロア、藤本さおり、中村さら、絢音ミミ
- オナニスト 第19章（12月8日、隼エージェンシー）他多数出演
- 朝までいっぱいHしよっ VOL.1 我那覇レイ 20歳（12月11日、マギー）
- SUND★ME!!（12月15日、ワープエンタテインメント）他多数出演
- 極乳 5人の極上巨乳たち（12月19日、ミスター・インパクト）他4名出演
- なでしこ学園 ～巨乳転校生と僕の憂鬱～（12月20日、V&Rプロダクツ）共演:児玉しの、元木ひなよ
- 我那覇レイの童貞狩り（12月20日、アキノリ）

2008年
- 元沖縄ア○ターズスクールでGカップレゲエダンサーREI 第3弾 中出しレゲエダンスソープ（1月17日、ディープス）※REI名義
- 痴虐レズビアンボンテージ 1（1月19日、スタイルアート）共演:佐伯奈々
- 接吻汁レズ 3（1月25日、ジャネス）共演:佐伯奈々
- 極嬢（1月25日、イエロー）
- 美人教師 暴行現場 32（1月25日、クリスタル映像）他出演:美瀬純、石原あすか、小林メイ、安藤まな、真田まほ
- ハーレム・オブ・アマゾネス（2月7日、プレミアム）共演:南波杏、穂花、如月カレン、春名えみ、蒼月ひかり、北崎未来、七瀬たまき、会沢みずほ、小坂ルリ、丸山茜、那月りの、響みりあ、浜名優
- 愛しのフェラチーオ8 6人のザーメン中毒（2月9日、隼エージェンシー）他5名出演
- こだわりの手コキ 4時間SP VII（2月9日、隼エージェンシー）他多数出演
- 官能小説朗読オナニー（2月19日、イエロー）他出演:高瀬七海、三浦亜沙妃、おかもとなぎさ、星野優奈、飯島夏希、七瀬たまき、北田優歩、寧々、小倉ゆい、松嶋侑里、鮎川なお
- お泊まりカメラ君 おじゃましマンション（3月6日、アキノリ）共演:佐伯奈々、夏芽涼、響みりあ、牧野ゆうひ
- 全裸系巨乳水泳部チチショー（3月7日、プレミアム）共演:浜崎りお、はるか悠、小春、稲森ケイト、佐伯奈々
- ハーレム・オブ・アマゾネス外伝 美しき淫女たちのレズと乱交の宴（3月7日、プレミアム）共演:春名えみ、蒼月ひかり、北崎未来、七瀬たまき、会沢みずほ、小坂ルリ、丸山茜、那月りの、響みりあ、浜名優
- W飲尿WアナルW中出し（3月19日、エムズビデオグループ）共演:伊藤結衣
- kira☆kira HIGHSCHOOL GALS Vol.2（3月19日、kira☆kira）他出演:飯島夏希、Maron、河本愛、紺野りさ子、春名えみ
- 手コキでベロちゅ～ 2 12人の接吻&手淫絶頂（4月19日、イエロー）他出演:小日向しおり、宮下まい、雨音しおん、魚住里奈、愛菜りな、星優乃、長谷川なあみ、響鳴音、青木玲、北田優歩、福沢あや
- 巨乳女教師狩り（5月30日、クリスタル映像）他出演:三咲まお、石原あすか、大石もえ、山口玲子、黒田さな、神崎麗子、押切あやの、山咲愛、宝生真奈美 他。

2009年
- 一夫多妻OPPAI大乱交 共演:大塚咲、平井綾、桜井エミリ、ASUKA、二宮せりな

### 成人映画
- 巨乳・痴漢（秘）劇場 ～震える羞恥列車～（2007年11月2日、竹書房）…共演:桜井あみ、澄川ロア。